# 汉林镇
汉林镇，是中华人民共和国甘肃省陇南市武都区下辖的一个乡镇级行政单位。
2016年，甘肃省民政厅批复同意撤销汉林乡，设立汉林镇。

## 行政区划
汉林镇下辖以下地区：
唐坪村、杜家湾村、下李村、三家地村、汉坪村、林河村、红土村、麦坪头村、西山地村、杜家山村、姚家村、潘家山村和周家山村。